# Armée nationale de développement
Pour les articles homonymes, voir AND.
L'armée nationale de développement (AND) est le nom, depuis 1996, des forces armées fédérales de l'union des Comores.

## Dénominations
La force armée comorienne (FAC) est devenue en 1990 la Force Comorienne de Défense (FCD) puis en 1996, en regroupant la Gendarmerie nationale, l'ENFAG (École Nationale des forces armées et gendarmerie), la Santé Militaire et le GSHP (Garde présidentielle) a pris le nom d'armée nationale de développement (AND).
En mai 2012 est officiellement créée l'unité des garde-côtes, qui vient s'ajouter aux corps de l'AND.

## Commandement
Après le putsch militaire d'avril 1999, l'AND est dirigée par le Colonel Soilihi jusqu'en mai 2006. Le nouveau régime en place après les élections libres de 2006 mène à la tête de l'AND le Colonel Hamza, ancien ministre de la défense retraité.Le lieutenant-colonel Mohamed Amiri Salimou est nommé en juillet 2007 chef d'état-major de l'AND; après sa victoire sur les séparatistes à Anjouan en mars 2008, il devient le premier général des Comores,. Le 31 août 2010, il est limogé et placé en résidence surveillée. Le capitaine Gamil Soilihi Abdallah, actuel chef de corps de l'armée, a été promu le même jour au grade de lieutenant-colonel et nommé chef d'état-major par intérim. Quelques jours après, il devient officiellement Colonel, Chef d’état major de l'AND. Il est remplacé en octobre 2012 par le colonel Youssouf Idjihadi.
Les différents corps de l'AND sont dirigés par :
- FCD : Commandant Kamali Ali (2017)
- GN : Lt-Colonel Soilihi Abdallah Rafick (Mai 2018)
- ENFAG : Lt-Colonel Dossar (2016)
- GSHP : Colonel Delaimi (2008)
- SM : Lt-Colonel Naoufal (2012)
- Garde-côtes : Colonel Hamza (juin 2010)

## Effectifs

Une formation des Forces comoriennes de défense en 2009 armée de fusils d'assaut FN FAL.

Elles sont très modestes mais ont quasiment doublé entre 2007 et 2012.
Comprenant environ 1 060 militaires au début de mars 2008 dont environ 500 gendarmes et jouant essentiellement un rôle de police et de sécurité intérieure, l'AND compte en 2012 un peu plus de 2 000 militaires répartis comme suit :
- Forces comoriennes de défense (FCD) :+1 000,
- Gendarmerie : + 600,
- Garde présidentielle : + 150,
- Services de santé : + 60,
- Écoles d'instruction : + 100,
- Garde-côtes : + 60

## Histoire

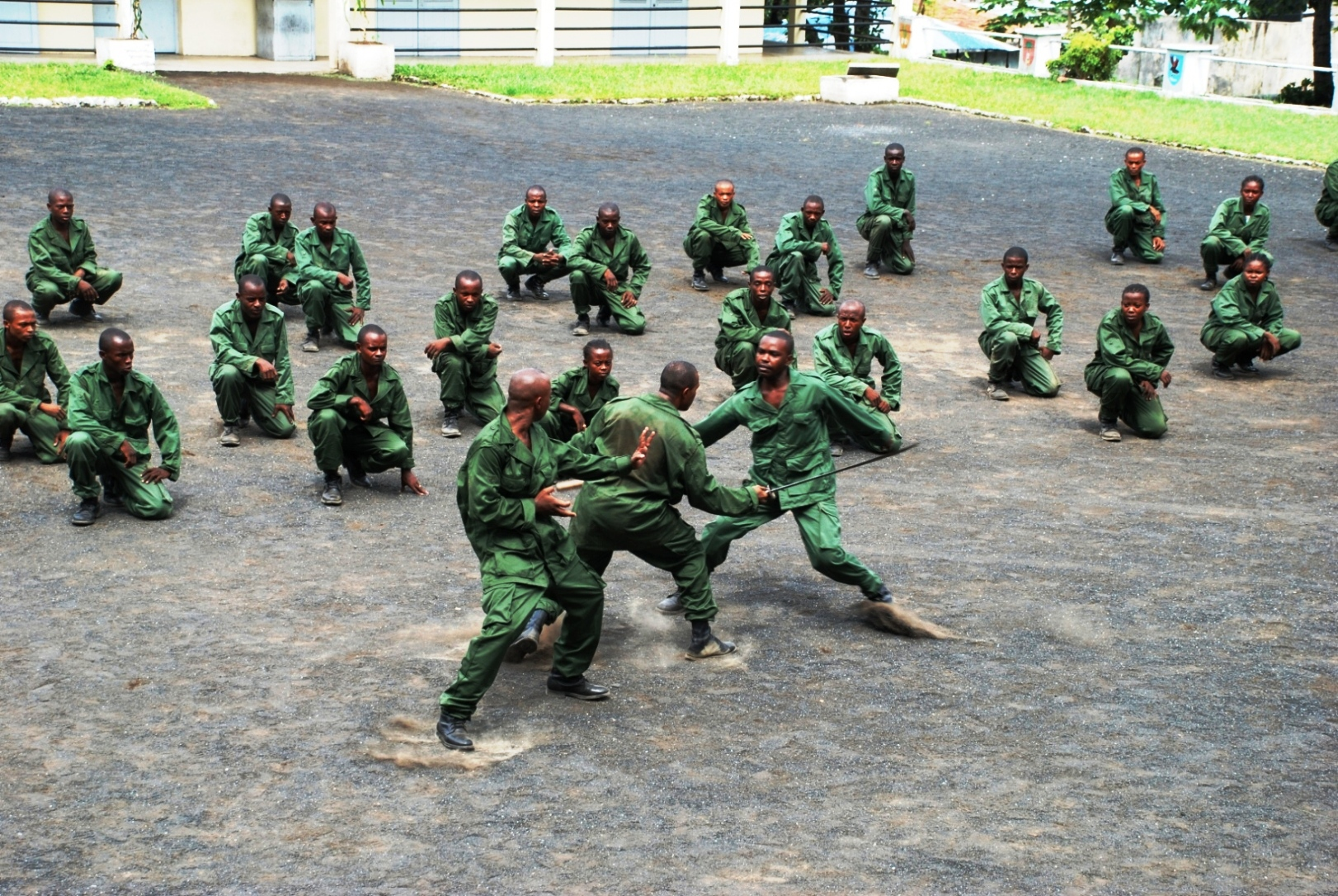
Entrainement au corps à corps en janvier 2009.

Les Comores ont connu entre leur indépendance et 2001 dix-neuf coups d’État ou tentatives supposées, d'après l'AFP, dont seulement quatre réussis, souvent menés par des officiers et les forces armées en tel que tels n'avaient jamais alors eu de véritable résistance face à ces interventions, notamment lors de celle du mercenaire Bob Denard (il a été le Commandant de la Garde Présidentielle durant plus de dix ans et a formé de 1975 à 1989 tous les soldats de l'armée Comorienne. Il a lui-même bâti le camp de Kandani. Il a réussi 3 coups d’État et assassiné 2 présidents, Ali Soilihi et Abdallah) et leur conduite générale était critiqué. 
Le 26 septembre 1992, l'armée comorienne parvient à faire face au soulèvement et à la rébellion d'une partie de l'armée, dirigée par les jumeaux Abdallah, contre le régime de Djohar, c'est la première fois, malgré la maladresse de certains politiciens, que l'armée comorienne (grâce à une aide logistique française aux forces présidentielles) réussit à défendre les institutions de la république.
En 1995, l'histoire s'est répétée. Aucun parti politique ne dénonce le coup d’État, mais Bob Denard et sa trentaine d'hommes ont dû faire face à l'armée qui a résisté et riposté durant toute une journée, l'armée comorienne mal préparée, rapport de force, a perdu la bataille. Elle a dénombré des morts et des blessés, dont le Colonel Soilihi, futur chef d’état major de l'AND, qui a gardé des séquelles de ces combats jusqu’à aujourd'hui[réf. nécessaire].
En décembre 2001, un commando de 13 mercenaires est défait à Mohéli avec un seul blessé dans ses rangs.
L’île d'Anjouan a connu à partir de 1997 une crise sécessionniste amenant à la prise du pouvoir sur l'île en 2001 du colonel Mohamed Bacar, président d’Anjouan depuis mars 2002 mais dont la réélection, en juin 2007, avait été jugée illégale par l’union des Comores et l’Union africaine. 
Le jeudi 3 mai 2007 au soir, deux militaires de l'AND sont tués par des gendarmes fidèles à Bacar qui prennent le contrôle de l'île et neutralisent la trentaine de soldats fédéraux,.
Le 17 mars 2008, lors d'une incursion à Anjouan, des combats opposent les fédéraux et les forces de Bacar et le 25 mars 2008, environ 400 militaires comoriens et 1 350 militaires tanzaniens et soudanais avec l'appui de la Libye et du Sénégal agissant dans le cadre de l'Union africaine lancent l'opération  « Démocratie aux Comores » (l'invasion d'Anjouan), et chassent Bacar sans pertes dans ses rangs.
En février 2010, la Libye s'est engagé à prendre en charge pendant un an le salaire de l'armée comorienne et à déployer, selon le gouvernement comorien, 35 militaires des forces armées libyennes dans le cadre d'une coopération dans la perspective de l’encadrement des forces comoriennes depuis fin mars 2010.
Le 13 juin 2010, le colonel Combo Ayouba, commandant les FCD, est assassiné dans une période de crise politique à la suite de la prolongation contestée au-delà du 26 mai 2010 du mandat du président Ahmed Abdallah Sambi. Le 31 août 2010, le chef d'état-major Mohamed Amiri Salimou a été inculpé dans le cadre de l'enquête sur ce crime, limogé et placé en résidence surveillée. Le lieutenant-colonel Abdallah Gamil le remplaçant à ce poste.
Le 10 octobre 2012, le colonel Youssouf Idjihadi, de la gendarmerie devient le chef d’État-major de l'Armée nationale de développement.
Dans un procès historique qui a duré près de 20 heures. L'ex-général Salimou Amiri a été jugé non coupable après deux ans de résidence surveillée.
Dans la nuit du 20 au 21 avril 2013, l'armée comorienne arrive à neutraliser un commando de mercenaires étrangers, dont un Colonel, et d'autres Comoriens visant à éliminer physiquement le chef de l’État et son chef d’état-major.
En octobre 2018, l’armée Comorienne réussit avec succès à mettre un terme en l’espace de trois jours à  une insurrection armée sur l’île d’Anjouan. 

## Moyens terrestres
Armement individuel :
- MAS 36
- AK-47
- Type 56 (sa variante chinoise)
- Carabine semi-automatique SKS
- Carabines Type 56 (sa variante chinoise)
- FN FAL/FALO - Livraison possible à partir de 2008 -
- Mitrailleuse Kalachnikov
- RPG-7 & RPG-9

Véhicules :
- Les militaires comoriens disposent d'une flotte de Mitsubishi L200 transformés en technicals par l'ajout d'une mitrailleuse NSV.

## Moyens maritimes
Faute de marine nationale, l'AND est obligée d'utiliser des bateaux civils transformés à l'occasion de l'opération lancée en 2008 contre Mohamed Bacar, le président d'Anjouan.
- 2 navires de ravitaillement affrétés par l'armée. Un troisième, le caboteur Taurus, a été détruit dans un incendie dans la nuit du samedi 1er au 2 mars 2008[22],[23]

- 2 patrouilleurs type Yamayuri déplaçant 27 tonnes et de 18 mètres de long armés de 2 mitrailleuses Browning M2HB de 12,7 mm construits au Japon sont entrés en service en octobre 1981. Ils sont nommés Karthala et Ntringui[24]. Statut actuel inconnu.

- 1 vedette de gendarmerie, le Barracuda.

- Un ancien landing craft tank britannique (L 4099 Buttress) lancé en 1943 déplaçant 657 t et mesurant 70,48 m de long par 11,90 m de large acheté par la Marine nationale française en 1965 sous le nom de L 9061 fut transféré aux Comores en 1976[25]. Il a été retiré du service avant 2000.

Le 2 janvier 2010, le président comorien annonce la création de la Garde-côtière.

## Moyens aériens (armée et police confondues)

Cocarde des aéronefs comoriens.

- 6 avions de liaison SIAI Marchetti SF.260
- 1 avion utilitaire Cessna 402
- 2 avions de transport LET L-410 Turbolet
- 1 hélicoptère Eurocopter AS-350 Écureuil[26]
- 2 hélicoptères de transport Mil Mi-14 d'origine ukrainienne livrés en février 2008, vraisemblablement par la Libye[27], ont été loués pour une durée limitée, le temps de l'intervention sur Anjouan.